# Moircy
Moircy is een dorp in de Belgische provincie Luxemburg en een deelgemeente van Libramont-Chevigny. Moircy ligt zo'n 10 kilometer ten noordoosten van het centrum van Libramont. In de deelgemeente liggen ook de dorpjes Jenneville en Bonnerue.

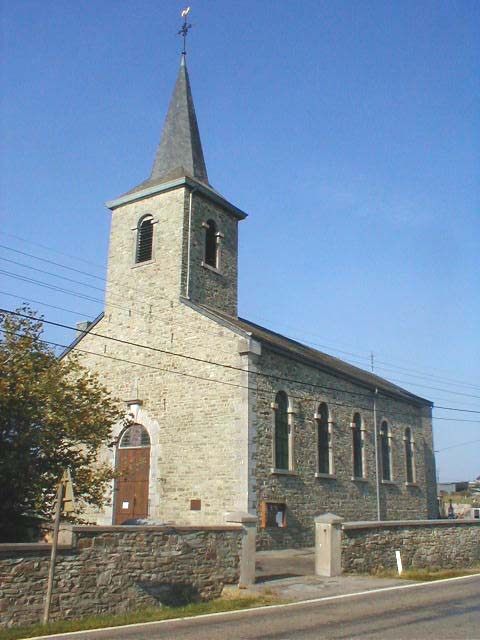
Eglise Sainte-Julienne in Jenneville

## Geschiedenis
Op het eind van het ancien régime werd Moircy een gemeente. In 1823 werd de buurgemeente Jenneville opgeheven en bij Moircy gevoegd. In 1977 werd Moircy een deelgemeente van Libramont-Chevigny.

## Demografische ontwikkeling
- Bronnen:NIS, Opm:1831 tot en met 1970=volkstellingen, 1976= inwoneraantal op 31 december

Deelgemeenten: Bras · Freux · Libramont · Moircy · Recogne · Remagne · Sainte-Marie-Chevigny · Saint-Pierre

Overige dorpen en gehuchten: Bernimont · Bonnerue · Bougnimont · Chenet · Flohimont · Jenneville · Lamouline · Laneuville · Neuvillers · Nimbermont · Ourt · Presseux · Renaumont · Rondu · Sberchamps · Séviscourt · Wideumont

Belgische gemeenten · Arrondissement Neufchâteau · Luxemburg · Wallonië